# Dialium graciliflorum
Dialium graciliflorum är en ärtväxtart som beskrevs av Hermann August Theodor Harms. Dialium graciliflorum ingår i släktet Dialium och familjen ärtväxter. IUCN kategoriserar arten globalt som otillräckligt studerad. Inga underarter finns listade i Catalogue of Life.